# 극비지령
극비지령(Triple Cross)은 영국에서 제작된 테렌스 영 감독의 1966년 액션, 모험, 드라마 영화이다. 크리스토퍼 플러머 등이 주연으로 출연하였다.

## 출연

### 주연
- 크리스토퍼 플러머
- 율 브린너
- 트레버 하워드
- 게르트 프뢰베

### 조연
- 로미 슈나이더
- 클라우디안 아우거
- 조르쥬 리칸
- 제스 한
- 해리 메옌
- 쟝-끌로드 베르크
- 진 클라우디오
- 로버트 파바트
- 베르나르 프레송